# Dagomba
Dagomba är ett distrikt i Ghana.   Det ligger i regionen Norra regionen, i den nordöstra delen av landet, 400 km norr om huvudstaden Accra.